# Vega de los Molinos
Vega de los Molinos (oficialmente y en eonaviego A Veiga dos Molíos) es una casería de la parroquia de Presno, concejo de Castropol, en la comarca del Eo-Navia, Principado de Asturias, España.